# Фриона (Тексас)
Фриона (енгл. Friona) град је у америчкој савезној држави Тексас. По попису становништва из 2010. у њему је живело 4.123 становника.

## Демографија
Према попису становништва из 2010. у граду је живело 4.123 становника, што је 269 (7,0%) становника више него 2000. године.
| Група             | 2000.         | 2010.         |
| Белци             | 1.542 (40,0%) | 1.164 (28,2%) |
| Афроамериканци    | 50 (1,3%)     | 51 (1,2%)     |
| Азијати           | 15 (0,4%)     | 12 (0,3%)     |
| Хиспаноамериканци | 2.230 (57,9%) | 2.882 (69,9%) |
| Укупно            | 3.854         | 4.123         |